# NXT TakeOver: Phoenix
NXT TakeOver: Phoenix – gala wrestlingu wyprodukowana przez federację WWE dla zawodników z brandu NXT. Odbyła się 26 stycznia 2019 w Talking Stick Resort Arena w Phoenix w stanie Arizona. Emisja była przeprowadzana ekskluzywnie na żywo za pośrednictwem WWE Network. Była to dwudziesta trzecia gala w chronologii cyklu NXT TakeOver i pierwsza w 2019 roku.
Podczas gali odbyło się siedem walk, w tym dwie nagrywane dla oddzielnego odcinka NXT. W walce wieczoru, Tommaso Ciampa pokonał Aleistera Blacka i obronił NXT Championship. W innych ważnych walkach, Shayna Baszler pokonała Biancę Belair i obroniła NXT Women’s Championship, a War Raiders (Hanson i Rowe) pokonali The Undisputed Era (Kyle’a O’Reilly’ego i Rodericka Stronga) zdobywając NXT Tag Team Championship oraz Johnny Gargano pokonał Ricocheta zdobywając NXT North American Championship.

## Produkcja
NXT TakeOver: Phoenix oferowało walki profesjonalnego wrestlingu z udziałem różnych wrestlerów należących do brandu NXT spośród istniejących oskryptowanych rywalizacji i storyline’ów. Kreowane są podczas cotygodniowych gal NXT. Wrestlerzy są przedstawieni jako heele (negatywni, źli zawodnicy i najczęściej wrogowie publiki) i face’owie (pozytywni, dobrzy i najczęściej ulubieńcy publiki), którzy rywalizują pomiędzy sobą w seriach walk mających budować napięcie. Kulminacją rywalizacji jest walka wrestlerska lub ich seria. NXT TakeOver: Phoenix było pierwszą galą cyklu TakeOver wyprodukowaną w 2019.

### Rywalizacje
25 lipca 2018 na odcinku NXT, Tommaso Ciampa pokonał Aleistera Blacka i zdobył mistrzostwo NXT, gdy ingerencja Johnny’ego Gargano, który prowadził feud z Ciampą, zakończyła się niepowodzeniem i zamiast tego kosztował Blacka tytuł. Po ich interakcji, w sierpniu, Black został kontuzjowany przez Gargano na backstage’u, uniemożliwiając mu rewanż z Ciampą. Black powrócił kilka miesięcy później, a 5 grudnia na odcinku NXT, ogłoszono walkę między Ciampą a Blackiem o tytuł na TakeOver: Phoenix.
26 grudnia 2018 na odcinku NXT, po trzech tygodniach walk kwalifikacyjnych, Bianca Belair pokonała Io Shirai, Lacey Evans i Mię Yim w Fatal 4-Way matchu, aby stać się nową pretendentką do tytułu NXT Women’s Championship. Walkę pomiędzy nią a mistrzynią Shayną Baszler zapowiedziano na TakeOver: Phoenix.
9 stycznia 2019 na odcinku NXT, War Raiders zaatakowali The Undisputed Era podczas walki EC3 z Adamem Cole’em. Generalny menadżer NXT, William Regal, ogłosił na Twitterze, że na TakeOver: Phoenix Kyle O’Reilly z The Undisputed Era i Roderick Strong będą bronić swoich NXT Tag Team Championship przeciwko The War Raiders.
19 grudnia 2018 na odcinku NXT, Johnny Gargano pokonał Aleistera Blacka w Steel Cage matchu po interwencji Tommaso Ciampy. W następnym tygodniu, poprzez nagranie wideo, Ciampa zasugerował, aby Gargano poszedł po NXT North American Championship, aby on i Gargano mogli „przejąć” NXT. W odcinku NXT z 9 stycznia 2019, mistrz Ricochet powiedział Gargano, że musi poprosić tylko o title shota, chociaż pytał, czy Gargano stanie twarzą w twarz, czy zaatakuje od tyłu, odnosząc się do ataku Gargano na Blacka. Ciampa wyszedł, by pogłębić konflikt między Ricochetem i Gargano, ale został zaatakowany przez Blacka. Ta konfrontacja odwróciła uwagę Ricocheta, pozwalając Gargano uderzyć go superkickiem, a walka został oficjalnie ogłoszona później na tym samym odcinku.

## Wyniki walk
| Nr                                                                                    | Wyniki | Stypulacje                                      | Czas  |
| ------------------------------------------------------------------------------------- | --- | ----------------------------------------------- | ----- |
| 1N                                                                                    | The Sky Pirates (Io Shirai i Kairi Sane) pokonały Marinę Shafir i Jessamyn Duke                              | Tag Team match                                  | 6:39  |
| 2N                                                                                    | The Forgotten Sons (Wesley Blake i Steve Cutler) pokonali Street Profits (Angelo Dawkinsa and Monteza Forda) | Tag Team match                                  | 7:17  |
| 3                                                                                     | War Raiders (Hanson i Rowe) pokonali The Undisputed Era (Kyle’a O’Reilly’ego i Rodericka Stronga) (c)        | Tag Team match o NXT Tag Team Championship      | 16:57 |
| 4                                                                                     | Matt Riddle pokonał Kassiusa Ohno poprzez submission                                                         | Singles match                                   | 9:20  |
| 5                                                                                     | Johnny Gargano pokonał Ricocheta (c)                                                                         | Singles match o NXT North American Championship | 23:36 |
| 6                                                                                     | Shayna Baszler (c) pokonała Biancę Belair poprzez techniczne poddanie                                        | Singles match o NXT Women’s Championship        | 15:26 |
| 7                                                                                     | Tommaso Ciampa (c) pokonał Aleistera Blacka                                                                  | Singles match o NXT Championship                | 26:30 |
| (c) – mistrz/mistrzyni przed walkąN – walka była nagrywana do oddzielnego odcinka NXT | |                                                 |       |